# Municipio de Smoky Creek
El municipio de Smoky Creek (en inglés: Smoky Creek Township) es un municipio ubicado en el  condado de Burke en el estado estadounidense de Carolina del Norte. En el año 2010 tenía una población de 772 habitantes.

## Geografía
El municipio de Smoky Creek se encuentra ubicado en las coordenadas 35°48′21.47″N 81°36′50.35″O / 35.8059639, -81.6139861.